# Один народ, один рейх, один фюрер

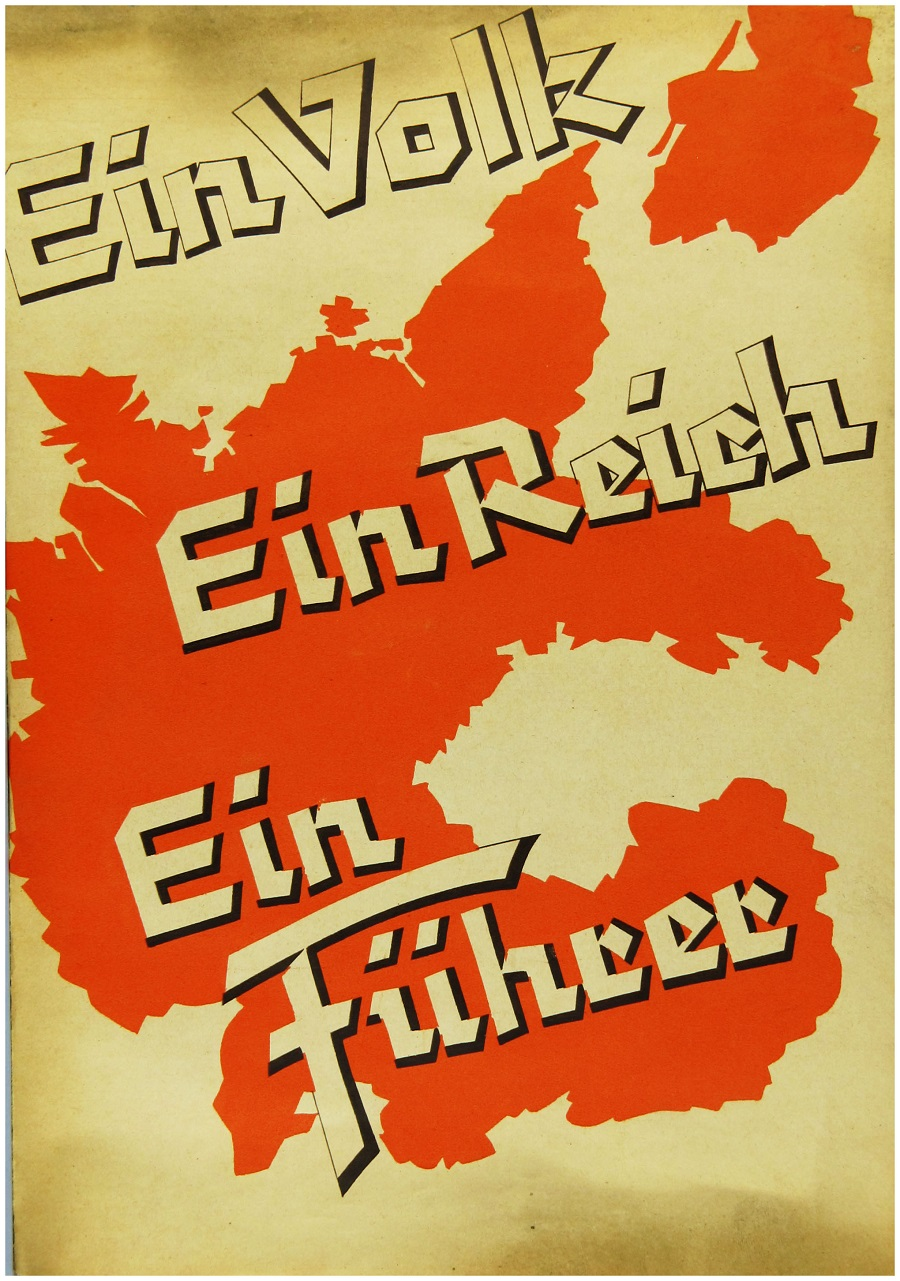
Ein Volk, ein Reich, ein Führer

«Один народ, один рейх, один фюрер» (нім. «Ein Volk, ein Reich, ein Führer», іноді перекладається як «Один народ, одна імперія, один вождь») — гасло, девіз нацистської Німеччини, що відображає поставлене нацистами завдання згуртування німців в єдину «народну спільноту». Під цим агітаційним гаслом 10 квітня 1938 року проводився референдум в Австрії з аншлюсу з Німеччиною, він регулярно з'являвся на плакатах з портретом Гітлера.

## Походження
Гасло має теологічне коріння (пор. «один Господь, одна віра, одне хрещення» в Еф 4:5). Німецькі християни наприкінці 1930-х років використовували гасло «Один фюрер — один народ — один Бог — одна церква — одна імперія» (нім. Ein Führer – Ein Volk – Ein Gott – Eine Kirche – Ein Reich). Заклик усував поділ народу та церкви, німецьких католиків та протестантів.
Гасло з'явилося серед австрійських членів НСДАП, які вже 29 липня 1936 року провели демонстрацію із закликом "Геть Шушніга ! Один народ! Одна нація! Один фюрер! ".

## Ідея будівництва національної держави
Дж. Бендерскі зазначає, що девіз, безперервно згадуваний у передачах і промовах, часто з'являвся на плакатах і друку, наклав відбиток на мислення німців при Гітлері. Він показував прагнення нацистів створити монолітну державу, в якій партія та ідеологія проникали б у найдальші його куточки. Практика виявилася далеко від цього ідеалу, оскільки, крім самого Гітлера, ієрархія влади була нечіткою (була відсутня «нацистська конституція»), що призводило до «бюрократичних війн»[10].
На думку французького філософа А. Кожева, висловлену в серпні 1945 року у його записці для французьких посадових осіб, «Латинська імперія. Малюнок французької зовнішньої політики», гасло було лише «поганим перекладом» гасла французької революції «Республіка, єдина і неподільна», приреченої від початку спробою побудови національної держави у епоху, коли «„національний“ етап Історії завершено».